# Scytodes maritima
Scytodes maritima är en spindelart som beskrevs av Lawrence 1938. Scytodes maritima ingår i släktet Scytodes och familjen spottspindlar. Inga underarter finns listade i Catalogue of Life.